# So einfach stirbt man nicht
So einfach stirbt man nicht ist eine deutsche Tragikomödie von Maria von Heland aus dem Jahr 2019.

## Handlung
Kurt Lehmann bekommt einen plötzlichen Herzinfarkt und fällt daraufhin ins Koma. Kurts Ehefrau Renate trommelt ihre drei gemeinsamen Töchter Lotte, Steffi und Rebecca zusammen, um ihnen vom schlechten Gesundheitszustand zu berichten und nahezulegen, nach Mallorca zu fliegen, um sich von ihrem kranken Vater zu verabschieden. Als die Töchter ankommen, befindet sich ihr Vater auf dem Wege der Besserung und wird auch schließlich aus dem Krankenhaus entlassen. Dem Tode gerade so entronnen, legt er sich einen Olivenhain zu und bandelt mit der attraktiven Insulanerin Carla Cortez an.

## Hintergrund
So einfach stirbt man nicht wurde unter dem Arbeitstitel Die Lehmanns und ihre Töchter vom 14. Oktober 2018 bis zum 7. November 2018 auf Mallorca und Umgebung gedreht. Produziert wurde der Film von der Network Movie.

## Kritik
Die Kritiker der Fernsehzeitschrift TV Spielfilm zeigten mit dem Daumen nach unten und vergaben für Humor, Action und Spannung jeweils einen von drei möglichen Punkten. Sie resümierten: „Hallo? So abstrus geht’s einfach nicht!“
Michael Hannemann äußerte sich im Feuilleton der Frankfurter Allgemeinen freundlicher und bescheinigte der Drehbuchautorin und Regisseurin Maria von Heland „ein humorvolles, wenn auch leicht abgedunkeltes Familienporträt“: „Michael Gwisdek spielt den störrischen, nachdenklichen, ... ein letztes Mal ans Leben sich klammernden Kurt ... äußerst einnehmend. Der Kameramann Moritz Anton fängt derweil die Reize des hügeligen Nordens von Mallorca, die geschwungenen Straßen und Olivenbäume über den Felsen zum Meer, fast ohne Kitsch ein. Man stirbt nicht so leicht wird auch darüber zu einem netten spätsommerlichen Wohlfühlfilm. Anschließend Herbsturlaub buchen.“